# Quo primum tempore

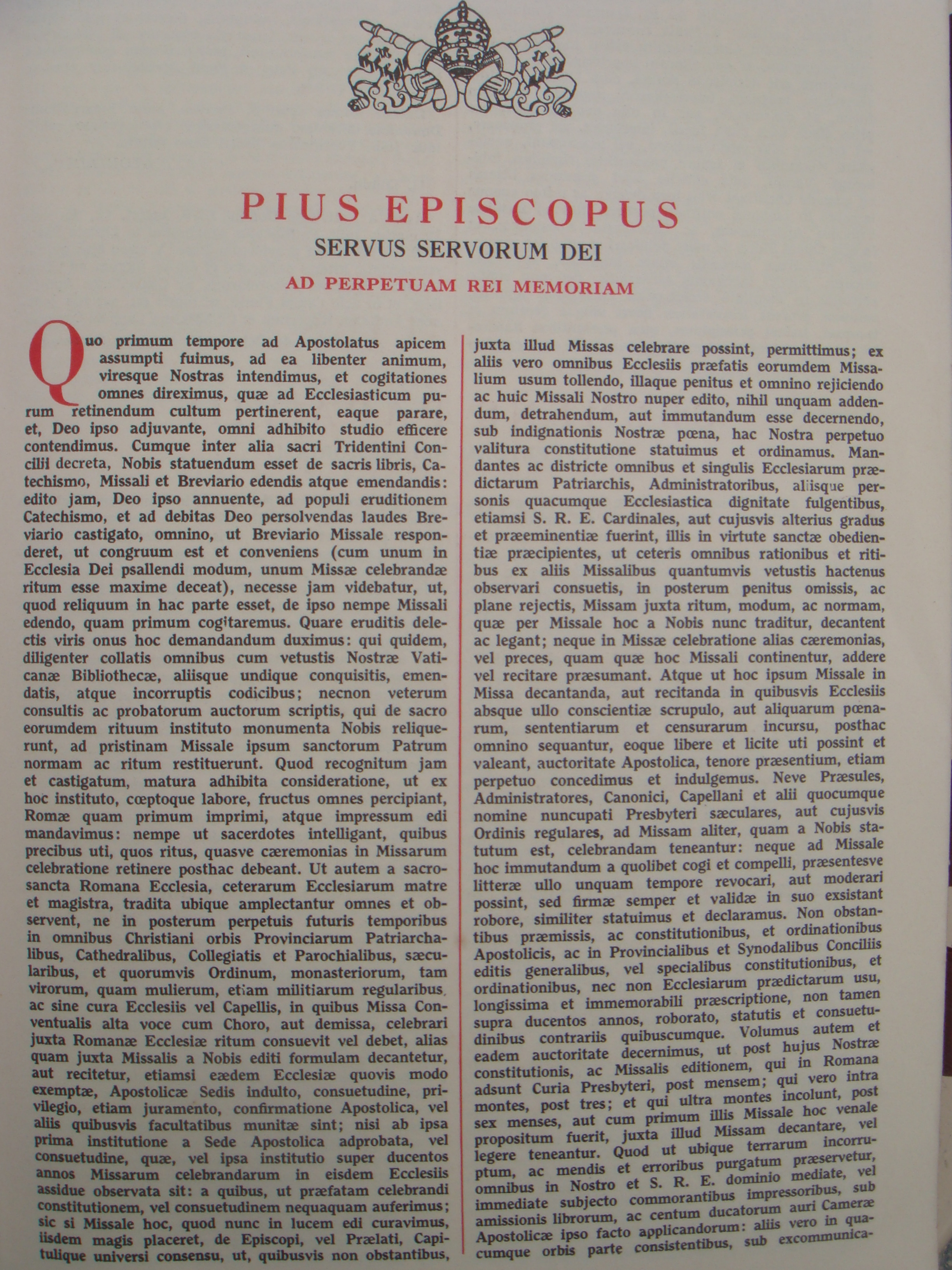
El texto de la bula Quo primum tempore del Papa San Pío V en un Misal romano de 1956.

Quo primum tempore (en castellano: desde el primer momento) es el íncipit de una constitución apostólica o bula papal emitida por San Pío V el 14 de julio de 1570 y con la que él promulgó su edición del Misal Romano y declaró obligatorio su uso en toda la Iglesia latina, excepto donde preexistiera una costumbre diferente de un rito particular de, al menos, doscientos años de antigüedad celebrado ininterrumpidamente.

## Uniformidad
El propósito de la bula era no solo ejecutar la última de las cuatro tareas encomendadas al Papa por el Concilio de Trento en su última sesión el 4 de diciembre de 1563 (acabada la revisión del índice de libros prohibidos, del catecismo y del breviario, todavía quedaba la del misal) sino también su deseo personal de uniformizar la liturgia de la Iglesia latina, que había ya indicado en su bula Quod a nobis postulat (1568) sobre el Breviario Romano. En Quo primum tempore declaró que "resulta de suma conveniencia que en la Iglesia de Dios haya un solo modo de salmodiar, un sólo rito para celebrar la Misa".
Así pues, en esta Bula figuran expresiones tales como: 

"para que todos acojan por todas partes y observen lo que les ha sido transmitido por la Santa Iglesia Romana, Madre y Maestra de todas las otras Iglesias y para que en adelante y para el tiempo futuro perpetuamente, en todas las iglesias, patriarcales, catedrales, colegiatas, y parroquiales, de todas las provincias de la cristiandad, seculares o de no importa qué Ordenes Monásticas, tanto de hombres como de mujeres, aún Ordenes Militares regulares y en las iglesias y capillas sin cargo de almas, en las cuales la celebración de la Misa conventual en voz alta con el coro, o en voz baja siguiendo el rito de la Iglesia Romana es costumbre u obligación, no se canten o no se reciten otras fórmulas que aquellas conformes al Misal que Nos hemos publicado

O bien: 

"Nos hemos decidido y declaramos que […] no pueden ser obligados a celebrar la Misa de otra manera diferente a como Nos la hemos fijado y que jamás nadie, quienquiera que sea podrá contradecirles o forzarles a cambiar de misal o anular la presente instrucción o a modificarla, sino que ella estará siempre en vigor y válida con toda fuerza, no obstante las decisiones anteriores y […], ni tampoco el uso de las iglesias antes mencionadas, confirmadas por una regla muy antigua e inmemorial, ni las decisiones ni las costumbres contrarias cualesquiera que sean."

 Y concluyó la misma: 

"absolutamente a ninguno de los hombres le sea lícito quebrantar ni ir, por temeraria audacia, contra esta página de Nuestro permiso, estatuto, orden, mandato, precepto, concesión, indulto, declaración, voluntad, decreto y prohibición. Mas si alguien de atreviere a atacar esto, sabrá que ha incurrido en la indignación de Dios omnipotente y de los bienaventurados Apóstoles Pedro y Pablo."

Con ello se pretendía impedir cualquier alteración intentada por otros, fueran particulares o autoridades eclesiásticas o civiles, como de hecho sucedió más tarde con el Josefismo, durante el cual se impuso la celebración de una "Misa Mayor Alemana". Sin embargo, de parte de la Santa Sede, Sixto V restableció en 1585 la fiesta de la Presentación de la Virgen María que San Pío V había retirado. Solo 34 años después de la publicación de Quo primum, Clemente VIII hizo una revisión general del Misal Romano, al igual que Urbano VIII 30 años después de Clemente. Así se impuso una unicidad e inmutabilidad que sólo la Santa Sede podía alterar, como efectivamente hizo repetidas veces en una sucesión de ediciones del Misal Romano desde la editio princeps de 1570 hasta la más reciente edición de 2002. El texto del Quo primum tempore de Pío V se imprimió en todas las ediciones hasta la de 1962.

## Ritos latinos no romanos
Los motivos expuestos por el Papa para adoptar esta medida fueron: 

"... que es sumamente conveniente que no haya en la Iglesia de DIOS más que [...] un solo rito para la Misa..."

 Sin embargo se aceptaba en la Iglesia Latina la mencionada excepción que permitía la supervivencia de algunos ritos especiales bicentenarios, en zonas limitadas o en las celebraciones de los miembros de determinadas órdenes religiosas; fuera del rito romano, eran éstos:
- rito ambrosiano
- rito mozárabe
- rito bracarense
- rito carmelita
- rito cartujo
- rito dominicano

Estos fueron algunos de los ritos inmemoriales que se aprovecharon de la exención a la que había derecho. No obstante, algunas de las diócesis y órdenes religiosas que tenían derecho a esta excepción decidieron de todas formas adoptar el rito romano.

## En América
En América, como es evidente, no existían ritos anteriores a la llegada de los primeros españoles y por lo tanto, la excepción contenida en la bula respecto a aquellos que tuvieran más de 200 de antigüedad no se aplicaría. Aunque se siguió utilizando el rito local del origen de los sacerdotes misioneros, la llegada casi inmediata y explosiva difusión de las órdenes religiosas, que llevaron adelante casi con exclusividad el esfuerzo apostólico en estas tierras, hizo que en la práctica se utilizara únicamente el Rito Romano, pues las órdenes religiosas tenían casas y presencia en todo el mundo y, salvo algunos casos especiales de derecho particular, vieron conveniente adoptar el rito emanado de la bula de San Pío V para uniformar su uso en todo el mundo. Y así mismo lo llevaron a América.
Por otra parte, la mayoría de los religiosos que contribuyeron a la evangelización de América fueron los frailes franciscanos y los jesuitas, y ambas órdenes tenían como Regla propia el uso del Misal Romano.

## Tras el Concilio Vaticano II
Con la constitución conciliar Sacrosanctum Concilium el Concilio Vaticano II ordenó que se revisara la Misa, incluido el Ordinario. La revisión fue promulgada por la constitución apostólica Missale Romanum del 3 de abril de 1969. Las ediciones del Misal romano que siguieron ya no contenía la bula Quo primum tempore.
Varios exponentes del tradicionalismo católico rechazaron la misa revisada, entre ellos la Fraternidad Sacerdotal San Pío X.
En discusiones con miras a la reconciliación entre la Santa Sede y la Fraternidad Sacerdotal San Pío X, monseñor Bernard Fellay, superior general de la Fraternidad, apresentó dos demandas preliminares: a) el reconocimiento del derecho de todo sacerdote católico a celebrar la Misa tridentina, y b) la remoción de la excomunión de los cuatro obispos de la Fraternidad. Dentro de la Hermandad se manifestó una fuerte oposición al propuesto acercamiento con la Santa Sede y no se llegó a ningún acuerdo. El 7 de julio de 2007, Benedicto XVI declaró que en las Misas celebradas sin el pueblo, todo sacerdote católico de rito latino, tanto secular como religioso, puede utilizar el Misal de 1962 y que los grupos solo necesitan la autorización del cura párroco, no del obispo, para su uso público. Declaró también que además de la misa del rito romano promulgada en cumplimiento de las directivas del Concilio Vaticano II (por él llamado la forma ordinaria), debe todavía ser considerado como expresión extraordinaria del mismo rito romano la revisión de Juan XXIII de la misa tridentina.
El 16 de julio de 2021, estas disposiciones promulgadas por Benedicto XVI fueron derogadas por su sucesor, el papa Francisco, que declaró que ya no hay dos formas, una ordinaria y una extraordinaria, de la misa del rito romano, sino una única forma, que es precisamente el Misal revisado de acuerdo con las instrucciones del Concilio Vaticano II.
Estableció también que es "competencia exclusiva" del obispo diocesano autorizar el uso del misal romano de 1962 en su diócesis "siguiendo las orientaciones de la Sede Apostólica" y así derogó la concesión de esa autoridad, independientemente del obispo, a los curas párrocos de los grupos que deseen utilizar ese misal.